# Präsident der Republik Vanuatu
Der Präsident der Republik Vanuatu (Bislama Presiden blong Vanuatu) ist das Staatsoberhaupt des südpazifischen Staates Vanuatu. Amtierende Präsident ist Nikenike Vurobaravu. Die Rolle des Präsidenten ist überwiegend zeremonieller Natur.  Die Verfassung gewährt dem Präsidenten die Möglichkeit, den Obersten Richter des Obersten Gerichtshofs von Vanuatu und drei weitere Richter zu ernennen. Im Falle einer Vakanz wird der Parlamentspräsident der amtierende Präsident von Vanuatu sein.

## Liste der Präsidenten von Vanuatu
| Name                                          | Personendaten  | Amtszeit                               |
| --------------------------------------------- | -------------- | -------------------------------------- |
| Ati George Sokomanu                           | * 1937         | 30. Juli 1980 – 17. Februar 1984       |
| Frederick Karlomuana Timakata (kommissarisch) | 1936/37–1995   | 17. Februar 1984 – 8. März 1984        |
| Ati George Sokomanu                           | * 1937         | 8. März 1984 – 12. Januar 1989         |
| Onneyn Tahi (kommissarisch)                   | 1918–1998      | 12. Januar 1989 – 30. Januar 1989      |
| Frederick Karlomuana Timakata                 | * 1936/37–1995 | 30. Januar 1989 – 30. Januar 1994      |
| Alfred Maseng Nalo (kommissarisch)            | † 2004         | 30. Januar 1994 – 2. März 1994         |
| Jean-Marie Manatawai                          | 1932–2014      | 2. März 1994 – 2. März 1999            |
| Edward Natapei (kommissarisch)                | 1954–2015      | 2. März 1999 – 24. März 1999           |
| John Bennett Bani                             | * 1941         | 24. März 1999 – 24. März 2004          |
| Roger Tom Abiut (kommissarisch)               | * 1972 ?       | 24. März 2004 – 12. April 2004         |
| Alfred Maseng Nalo                            | † 2004         | 12. April 2004 – 11. Mai 2004          |
| Roger Tom Abiut (kommissarisch)               | * 1972 ?       | 11. Mai 2004 – 29. Juli 2004           |
| Josias Moli (kommissarisch)                   | * 1954         | 29. Juli 2004 – 16. August 2004        |
| Kalkot Mataskelekele                          | * 1949         | 16. August 2004 – 16. August 2009      |
| Maxime Carlot Korman (kommissarisch)          | * 1941         | 16. August 2009 – 2. September 2009    |
| Iolu Abil                                     | * 1942         | 2. September 2009 – 2. September 2014  |
| Philip Boedoro (kommissarisch)                | * 1958         | 2. September 2014 – 22. September 2014 |
| Baldwin Lonsdale                              | 1948–2017      | 22. September 2014 – 17. Juni 2017     |
| Esmon Saimon (kommissarisch)                  | * 1955         | 17. Juni 2017 – 6. Juli 2017           |
| Tallis Obed Moses                             | * 1954         | 6. Juli 2017 – 6. Juli 2022            |
| Seoule Simeon (kommissarisch)                 | * 1970         | 6. Juli 2022 – 23. Juli 2022           |
| Nikenike Vurobaravu                           |                | 23. Juli 2022 –                        |